# Noé Hernández
Pour les articles homonymes, voir Hernández.
Noé Hernández Valentín, né le 15 mars 1978 à Chimalhuacán et mort le 16 janvier 2013 à Mexico est un athlète mexicain spécialiste des épreuves de marche athlétique, notamment les 20 km.
Il meurt d'un double infarctus alors qu'il récupérait après avoir reçu en décembre une balle en pleine tête lors d'une fusillade.

## Palmarès
| Date | Compétition                                      | Lieu       | Épreuve      | Résultat | Performance        |
| ---- | ------------------------------------------------ | ---------- | ------------ | -------- | ------------------ |
| 1999 | Championnats d'Amérique centrale et des Caraïbes | Bridgetown | 20 km marche | 1er      | 1 h 20 min 49      |
| 2000 | Jeux olympiques                                  | Sydney     | 20 km marche | 2e       | 1 h 19 min 03      |
| 2001 | Championnats du monde                            | Edmonton   | 20 km marche | DSQ      | —                  |
| 2003 | Championnats du monde                            | Paris      | 20 km marche | 4e       | 1 h 18 min 14 (PB) |
| 2004 | Jeux olympiques                                  | Athènes    | 20 km marche | DSQ      | —                  |

## Records
| Épreuve      | Performance | Lieu            | Date         |
| ------------ | ----------- | --------------- | ------------ |
| 10 km marche | 39.11 min   | Stade de France | 23 août 2003 |
| 20 km marche | 1:18.14 min | Stade de France | 23 août 2003 |
| 50 km marche | 4:11.35 min | Zapopan         | 24 mars 2002 |